# 김문근 (정치인)
김문근(金文根, 1957년 1월 28일~)은 대한민국의 정치인이다. 제38대 충청북도 단양군수(민선 8기)이다.

## 학력
- 가평초등학교(졸업)
- 제천동중학교(졸업)
- 제천고등학교(졸업)
- 한국방송통신대학교 심볼 한국방송통신대학교(행정학 학사)
- 충북대학교 심볼 충북대학교 대학원(행정학 석사)

## 경력
- 충청북도지사 비서관
- 충청북도청 첨단의료복합단지기획단 총괄기획과장
- 충청북도청 바이오밸리과장
- 충청북도청 총무과장
- 충청북도 단양군 부군수
- 충청북도청 경제정책과장
- 충청북도청 농정국장
- 2022.07 ~ : 제38대 민선 8기 충청북도 단양군수

## 역대 선거 결과
| 실시년도 | 선거      | 대수 | 직책 | 선거구      | 정당     | 득표수  | 득표율          | 순위 | 당락 | 비고           |
| -------- | --------- | ---- | ---- | ----------- | -------- | ------- | --------------- | ---- | ---- | -------------- |
| 2022년   | 지방 선거 | 38대 | 군수 | 충북 단양군 | 국민의힘 | 9,276표 | \| \| 54.67% \| | 1위  |      | 초선, 민선 8기 |
|          | 54.67%    |      |      |             |          |         |                 |      |      |                |

| 전임 류한우 | 제38대 충청북도 단양군수 2022년 7월 1일~ |  |